# Ken Read
Kenneth John Read, detto Ken (Ann Arbor, 6 novembre 1955), è un dirigente sportivo ed ex sciatore alpino canadese.

## Biografia
Originario di Lake Louise, Ken Read proviene da una famiglia di grandi tradizioni negli sport invernali: è fratello dello sciatore alpino Jim, padre degli sciatori alpini Jeffrey ed Erik e zio dello sciatore nordico Stefan. 

### Carriera sciistica
Specialista della discesa libera, Read in Coppa del Mondo ottenne il primo risultato di rilievo il 19 gennaio 1975 a Kitzbühel in combinata (9º) e la prima vittoria, nonché primo podio, il 7 dicembre dello stesso anno a Val-d'Isère in discesa libera; ai successivi XII Giochi olimpici invernali di Innsbruck 1976, suo esordio olimpico, si classificò 5º nella discesa libera e non completò lo slalom gigante e lo slalom speciale.
Nella stagione 1979-1980 in Coppa del Mondo riuscì a primeggiare sia sulla Streif di Kitzbühel il 12 gennaio, sia sulla Lauberhorn di Wengen il 18 gennaio (sua ultima vittoria nel circuito), due delle più impegnative piste di discesa libera del Circo bianco; ai successivi XIII Giochi olimpici invernali di Lake Placid 1980, sua ultima presenza olimpica, dopo esser stato portabandiera del Canada durante la cerimonia di apertura non completò la discesa libera e terminò la stagione al 2º posto nella classifica della Coppa del Mondo di discesa libera, staccato di 9 punti dal vincitore Peter Müller. Sempre in discesa libera ai Mondiali di Schladming 1982 fu 14º e conquistò l'ultimo podio in Coppa del Mondo, il 21 gennaio 1983 ancora a Kitzbühel: 3º alle spalle del compagno di squadra Todd Brooker e dello svizzero Urs Räber. Il suo ultimo piazzamento agonistico fu l'11º posto ottenuto nella discesa libera di Coppa del Mondo disputata ad Aspen il 6 marzo 1983.

#### Bilancio della carriera
Tra la metà degli anni 1970 e i primi anni 1980 fu uno dei pochi discesisti in grado di inserirsi al vertice della classifica di specialità dominata dalla forte squadra austriaca, di cui faceva parte tra l'altro Franz Klammer. Fece parte assieme ai connazionali Dave Irwin, Steve Podborski e Dave Murray dei cosiddetti Crazy Canucks, specialisti della discesa libera celebri per la spregiudicatezza e il coraggio con il quale affrontavano le piste, a causa di quali Read si procurò diversi infortuni in carriera.

### Carriera dirigenziale
Dopo il ritiro fece parte, dal 1985, della commissione atleti del Comitato Olimpico Internazionale e nel 1988 entrò consiglio direttivo della Federazione internazionale sci; fu vicepresidente del Comitato Olimpico Canadese, membro del CIO e capo delegazione del Canada ai Giochi della XXV Olimpiade di Barcellona 1992. Dal 2002 al 2008 fu direttore generale dello sci alpino in seno alla Federazione sciistica del Canada; lasciato l'incarico per incompatibilità con la presenza in squadra dei figli, assunse analogo ruolo nella Federazione sciistica dell'Alberta.

### Altre attività
È stato commentatore sportivo per testate televisive e cartacee, tra le quali il Calgary Herald; è attivo in campo filantropico, in particolare nella raccolta fondi per la ricerca sulla fibrosi cistica.

## Palmarès

### Coppa del Mondo
- Miglior piazzamento in classifica generale: 11º nel 1978 e nel 1980
- 14 podi (tutti in discesa libera):
  - 5 vittorie
  - 3 secondi posti
  - 6 terzi posti

#### Coppa del Mondo - vittorie
| Data             | Località    | Paese    | Specialità |
| ---------------- | ----------- | -------- | ---------- |
| 7 dicembre 1975  | Val-d'Isère | Francia  | DH         |
| 11 febbraio 1978 | Les Houches | Francia  | DH         |
| 10 dicembre 1978 | Schladming  | Austria  | DH         |
| 12 gennaio 1980  | Kitzbühel   | Austria  | DH         |
| 18 gennaio 1980  | Wengen      | Svizzera | DH         |

Legenda:

DH = discesa libera

### Campionati canadesi
- 6 ori (discesa libera nel 1975; discesa libera nel 1976; discesa libera, combinata nel 1978; discesa libera nel 1979; discesa libera nel 1980)[6]

## Riconoscimenti

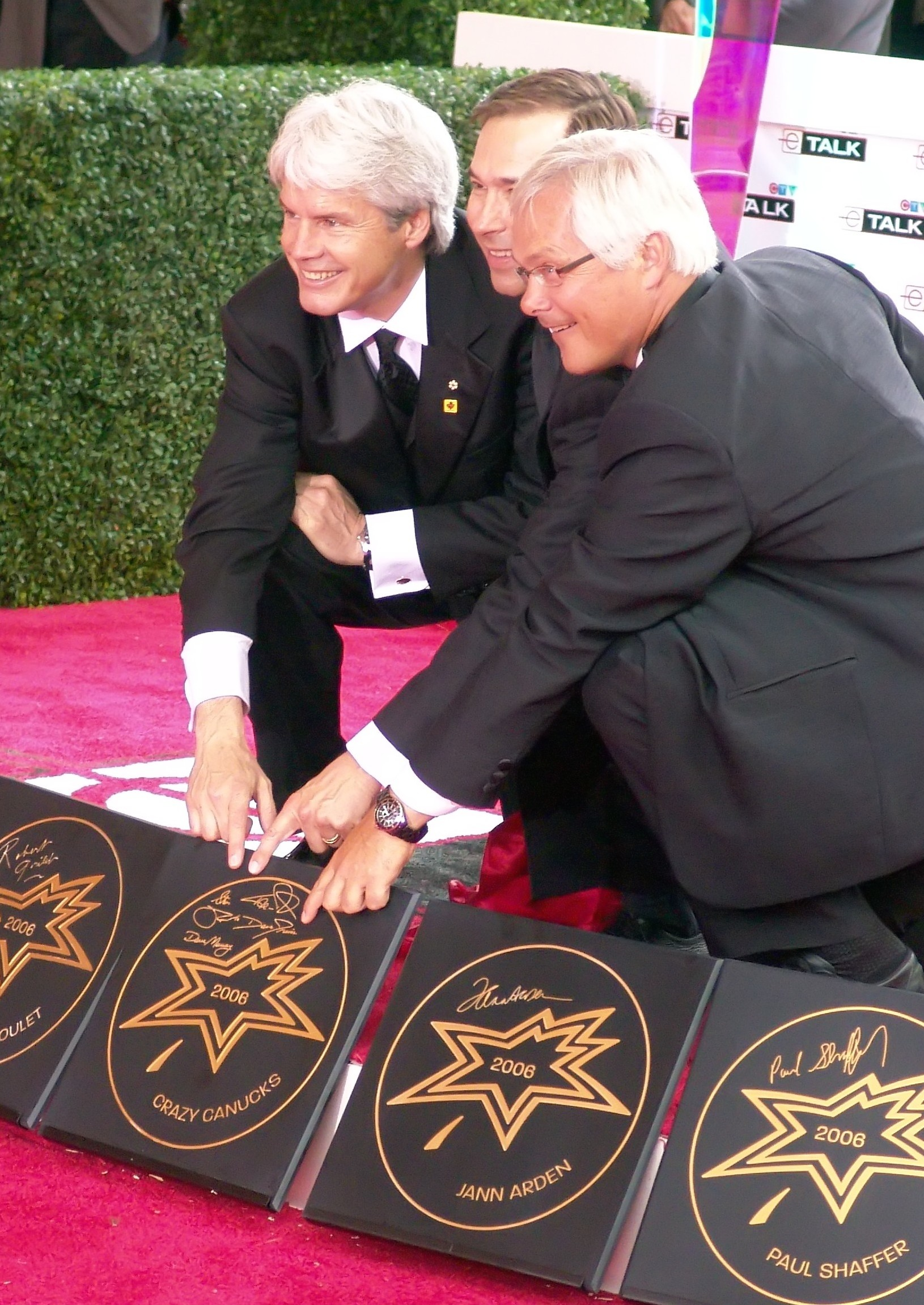
I Crazy Canucks Ken Read (a sinistra), Steve Podborski (al centro) e Dave Irwin (a destra) durante la cerimonia della Canada's Walk of Fame 2006

- Canadian Sports Hall of Fame (1986)[3]
- Canada's Walk of Fame (2006)